# Pernille Kaagaard
Pernille Kaagaard –nacida como Pernille Mølgaard Hansenes– es una deportista danesa que compitió en bádminton, en la prueba de dobles. Ganó dos medallas de bronce en el Campeonato Europeo de Bádminton en los años 1972 y 1974.

## Palmarés internacional
| Campeonato Europeo | Campeonato Europeo  | Campeonato Europeo | Campeonato Europeo |
| Año                | Lugar               | Medalla            | Prueba             |
| ------------------ | ------------------- | ------------------ | ------------------ |
| 1972               | Karlskrona (Suecia) | Medalla de bronce  | Dobles             |
| 1974               | Viena (Austria)     | Medalla de bronce  | Dobles             |